# Dengeki Sentai Changeman Hit Kyokushuu
Dengeki Sentai Changeman Hit Kyokushuu (também conhecido como Dengeki Sentai Changeman Hit Song Collection) é o primeiro álbum contendo canções com vocalistas compostas para a série tokusatsu Super Sentai Esquadrão Relâmpago Changeman. Foi lançado em disco de vinil e fita cassete em 21 de abril de 1985 pela Nippon Columbia e possui dez faixas.

## Produção
Hidetoshi Kimura, da Nippon Columbia, convidou Hironobu Kageyama para cantar os temas de abertura e encerramento da série, lançados no single Dengeki Sentai Changeman. Seguindo o que era comum na época, o cantor acabou cantando várias músicas compostas para a série, muitas delas inclusas neste álbum. Apenas duas outras músicas foram lançadas com vocais de Kageyama após este álbum, ambas inclusas no single Wakasa de Changeman. Seguindo sugestão do próprio Kimura, Kageyama foi creditado como KAGE.
O álbum também teve a participação de Koorogi '73, um grupo de vocais de apoio que fez inúmeras contribuições para canções de séries Super Sentai e Kamen Rider. A cantora Naomi Miyanaga ficou responsável por duas músicas.
O álbum foi lançado tanto em disco de vinil quanto em fita cassete. Ambos com as dez faixas divididas em cinco de cada lado.
A maior parte das composições ficou a cargo de Katsuo Ohno, mas algumas músicas foram compostas por Kohei Tanaka, que venceu o Heisei Anisong Grand Prix (1989-1999) na categoria Melhor Composição por "Yuusha Ou Tanjou!", abertura de Yuusha Oh Gaogaigar; e "We Are!", primeira abertura de One Piece. Já Ohno ganhou o Prêmio de Prata no JASRAC Awards por seu trabalho em Detective Conan.

## Legado
Em 1996, a gravadora relançou os álbuns das séries sentai em CD sob o nome Complete Song Collection Sentai. Este foi o nono da coleção e seu relançamento ocorreu em 19 de outubro de 1996, sendo renomeado Dengeki Sentai Changeman Complete Song Collection Sentai 9. Ele também recebeu a adição das duas faixas inclusas no single Wakasa de Changeman e versões para karaokê de várias das faixas originais, totalizando 21.
Com o sucesso da série no Brasil, um álbum foi produzido no país. Algumas das músicas deste álbum ganharam versões em português, com títulos no mesmo idioma:
| Título original                  | Título da versão em português |
| -------------------------------- | ----------------------------- |
| “Dengeki Sentai Changeman”       | “Changeman”                   |
| Pinchi wa Chance Da, Changeman”  | “O Poder da Conversão”        |
| "WE CAN CHANGE"                  | “Todos num Ideal”             |
| “Fight! Change Robo”             | “Base Shutter”                |
| "Earth Force, Shukumei no Hoshi" | “A Força do Esquadrão”        |
| “Wakasa de Changeman”            | “Herói Verdadeiro”            |
| “NEVER STOP Changeman”           | “Esquadrão Relâmpago”         |

## Recepção
No relançamento de 1996, o CD Journal, ao analisar o álbum, elogiou os "arranjos modernos" de muitas das canções.

## Faixas
| Lado A         |                                                              |                 |                |                |         |  |
| N.º            | Título                                                       | Letras          | Música         | Arranjo        | Duração |  |
| 1.             | "Dengeki Sentai Changeman" (por Hironobu Kageyama)           | Yoshiaki Sagara | Katsuo Ohno    | Tatsumi Yano   | 3:00    |  |
| 2.             | "Kagayake! Changeman" (por H. Kageyama, Koorogi '73, SHINES) | Saburo Yatsude  | Kohei Tanaka   | K. Tanaka      | 3:39    |  |
| 3.             | "Soldier Dragon ~Yuusha no Michi~" (por H. Kageyama)         | Y. Sagara       | K. Ohno        | K. Tanaka      | 4:06    |  |
| 4.             | "Fight! Change Robo" (por H. Kageyama)                       | S. Yatsude      | K. Tanaka      | K. Tanaka      | 3:59    |  |
| 5.             | "LOVE FOREVER" (por Naomi Miyanaga)                          | Kazunori Sonobe | K. Ohno        | T. Yano        | 3:52    |  |
| Duração total: | Duração total:                                               | Duração total:  | Duração total: | Duração total: | 18:36   |  |

| Lado B         |                                                        |                |                  |                |         |  |
| N.º            | Título                                                 | Letras         | Música           | Arranjo        | Duração |  |
| 6.             | "WE CAN CHANGE" (por Japan Echo Singers, Koorogi '73)  | K. Sonobe      | T. Yano          | T. Yano        | 5:03    |  |
| 7.             | "GREAT PASSION ~Jounetsu no Arashi~" (por H. Kageyama) | Y. Sagara      | K. Ohno          | K. Tanaka      | 3:13    |  |
| 8.             | "Mermaid & Phoenix" (por N. Miyanaga)                  | Y. Sagara      | K. Ohno          | K. Tanaka      | 3:45    |  |
| 9.             | "Earth Force, Shukumei no Hoshi" (por H. Kageyama)     | K. Sonobe      | Yasuhiro Kumagai | K. Tanaka      | 3:44    |  |
| 10.            | "NEVER STOP Changeman" (por H. Kageyama)               | Y. Sagara      | K. Ohno          | T. Yano        | 3:04    |  |
| Duração total: | Duração total:                                         | Duração total: | Duração total:   | Duração total: | 18:49   |  |

| CD             |                                                              |                 |                  |                |         |  |
| N.º            | Título                                                       | Letras          | Música           | Arranjo        | Duração |  |
| 1.             | "Dengeki Changeman" (por Hironobu Kageyama)                  | Yoshiaki Sagara | Katsuo Ohno      | Tatsumi Yano   | 3:00    |  |
| 2.             | "Kagayake! Changeman" (por H. Kageyama, Koorogi '73, SHINES) | Saburo Yatsude  | Kohei Tanaka     | K. Tanaka      | 3:39    |  |
| 3.             | "Soldier Dragon ~Yuusha no Michi~" (por H. Kageyama)         | Y. Sagara       | K. Ohno          | K. Tanaka      | 4:06    |  |
| 4.             | "Fight! Change Robo" (por H. Kageyama)                       | S. Yatsude      | K. Tanaka        | K. Tanaka      | 3:59    |  |
| 5.             | "LOVE FOREVER" (por Naomi Miyanaga)                          | Kazunori Sonobe | K. Ohno          | T. Yano        | 3:52    |  |
| 6.             | "WE CAN CHANGE" (por Japan Echo Singers, Koorogi '73)        | K. Sonobe       | T. Yano          | T. Yano        | 5:03    |  |
| 7.             | "GREAT PASSION ~Jounetsu no Arashi~" (por H. Kageyama)       | Y. Sagara       | K. Ohno          | K. Tanaka      | 3:13    |  |
| 8.             | "Mermaid & Phoenix" (por N. Miyanaga)                        | Y. Sagara       | K. Ohno          | K. Tanaka      | 3:45    |  |
| 9.             | "Earth Force, Shukumei no Hoshi" (por H. Kageyama)           | K. Sonobe       | Yasuhiro Kumagai | K. Tanaka      | 3:44    |  |
| 10.            | "NEVER STOP Changeman" (por H. Kageyama)                     | Y. Sagara       | K. Ohno          | T. Yano        | 3:04    |  |
| 11.            | "Wakasa de Changeman" (por H. Kageyama)                      | Kouhei Oikawa   | K. Tanaka        | K. Tanaka      | 3:11    |  |
| 12.            | "Pinch wa Chance da, Changeman" (por H. Kageyama)            | K. Sonobe       | K. Tanaka        | K. Tanaka      | 2:55    |  |
| 13.            | "Dengeki Sentai Changeman -Original Karaoke-"                |                 | K. Ohno          | T. Yano        | 3:00    |  |
| 14.            | "Soldier Dragon ~Yuusha no Michi~ -Original Karaoke-"        |                 | K. Ohno          | K. Tanaka      | 4:06    |  |
| 15.            | "Fight! Change Robo -Original Karaoke-"                      |                 | K. Tanaka        | K. Tanaka      | 3:59    |  |
| 16.            | "WE CAN CHANGE -Original Karaoke-"                           |                 | T. Yano          | T. Yano        | 5:03    |  |
| 17.            | "GREAT PASSION ~Jounetsu no Arashi~ -Original Karaoke-"      |                 | K. Ohno          | K. Tanaka      | 3:13    |  |
| 18.            | "Mermaid & Phoenix -Original Karaoke-"                       |                 | K. Ohno          | K. Tanaka      | 3:44    |  |
| 19.            | "NEVER STOP Changeman -Original Karaoke-"                    |                 | K. Ohno          | T. Yano        | 3:04    |  |
| 20.            | "Wakasa de Changeman -Original Karaoke-"                     |                 | K. Tanaka        | K. Tanaka      | 3:11    |  |
| 21.            | "Pinch wa Chance da, Changeman -Original Karaoke-"           |                 | K. Tanaka        | K. Tanaka      | 2:53    |  |
| Duração total: | Duração total:                                               | Duração total:  | Duração total:   | Duração total: | 75:44   |  |